# Sofie Linde
Sofie Linde Ingversen (22. september 1989 i Aarhus) er en dansk tv-vært. Efter sin debut som vært på DRs SommerSummarum (2009-2012), har hun siden været vært på programmer som MGP 2009, 2014 og 2015 (DR), X Factor (2016-2023, DR og TV 2) og LOL: Den der ler sidst (2024, Amazon Prime)  Hun har ligeledes haft sit eget talkshow på DR Ultra, Sofie Linde Show (2015-2016) og sit eget renoveringsprogram Linde på Langeland (2022-2023).
Udover dette har hun medvirket i danske film som Kærestesorger (2009), ligesom at hun i 2018 debuterede som forfatter med bogen Fårking gravid - En fremmed flytter ind.
Hun har vundet prisen som Årets tv-vært ved Zulu Awards fire år i træk, fra 2016 til 2019. I 2019 fik hun sammen med ægtefællen Joakim Ingversen prisen Årets Webstar.

## Opvækst
Linde blev født den 22. september 1989 i Aarhus, som datter af Bjarne Linde Nørgaard og mor, der begge var læger. Hun har tre yngre søskende, Marie, Laurids og Anna (f. 2004). Familien boede kortvarigt i Sønderborg, inden de flyttede til Odder. Linde gik på Skovbakkeskolen og Rathlouskolen, og blev siden student fra Odder Gymnasium. Grundet forældrenes professioner, ønskede Linde ligeledes at blive læge, og hun flyttede i 2008 efter gymnasiet, som 18-årig, til London med henblik på at få arbejde på et universitetshospital og lære engelsk som forberedelse til medicinstudiet. Linde havde som 15-årig søgt job hos Danmarks Radios afdeling i Aarhus som rengøringshjælp, som hun ikke fik, men blev inviteret til casting som vært på det daværende børneprogram, Fandango. Hun blev dog ikke tilbudt jobbet alligevel, da hun var for ung. Efter otte måneder i London blev Linde kontaktet af Signe Lindkvist fra DR, der huskede Lindes casting fra tre år tidligere, og som inviterede Linde til casting som vært på børneprogrammet SommerSummarum. Linde blev tilbudt jobbet som vært på programmet i 2009 sammen med sin medvært Mikkel Kryger. Linde fik desuden sin skuespilsdebut i 2009 med Nils Malmros' drama Kærestesorger, hvor hun spillede rollen som hovedpersonens veninde, Liselotte. Filmen der blev optaget over tre år, begyndte optagelserne i 2006, hvor Linde blev tilbudt rollen, mens hun gik i 1.g på gymnasiet. Linde havde fejlagtigt skrevet sig to år ældre end hun var, og blev anset som for gammel til at medvirke, men fejlen blev rettet og hun kunne medvirke i filmen.

## Karriere
I perioden 2009-2013 var Linde vært hos DR, hovedsageligt på SommerSummarum og hun fik sin debut som vært på Børnenes MGP i 2009, hvor hun var vært med Mikkel Kryger. Hun var vært for MGP igen i 2014 med Martin Brygmann og i 2015 med Joakim Ingversen og Søren Rasted.
Linde debuterede i januar 2016 som vært for den niende sæson af DR1s underholdningsprogram X Factor. Ved TV 2s annoncering af overtagelsen af programmet i maj 2018, offentliggjorde Linde sin opsigelse hos DR og fulgte med programmet over til TV 2 fra 2019. Linde fortsatte i rollen som vært for programmet frem til sæson 16 i 2023. Hun annoncerede inden sæsonens start i januar 2023 at sæsonen ville blive hendes sidste. Hun blev efterfulgt af Maria Fantino.
Linde debuterede i 2018 som forfatter med udgivelsen af bogen Fårking gravid - En fremmed flytter ind.
I 2020 udviklede og medvirkede sammen med skuespiller Rasmus Bjerg i varieté-showet Linde på Bjerget, som havde premiere på Aveny-T i København. Linde skulle oprindeligt have samarbejdet og optrådt med tv-vært Anders Breinholt under show-navnet En slags forestilling, men Breinholdt blev sygemeldt kort før premieren og Bjerg afløste. Showet modtog blandede anmeldelser og i april og maj i 2022 tog duoen på turne til byer rundt om i Danmark.
I 2025 var Linde sammen sin mand, Joakim Ingversen, vært på DR-programmet Hotel Romantik, et datingprogram for ældre.

## #meToo
Linde modtog stor opmærksomhed efter sin værtsrolle ved Zulu Comedy Galla 2020, da hun under sin åbningsmonolog fortalte åbent om sine egne oplevelser med sexchikane og krænkelser under sin tid på DR og i mediebranchen generelt.. Linde modtog stor ros og anerkendelse for talen, og modtog adskillige sympatierklæringer, ligesom at flere personer efterfølgende trådte frem offentligt og fortalte om egne lignende oplevelser. Lindes tale blev efterfølgende anset som starten på #meToo-bølgen i Danmark.

## Privatliv
Linde har siden 2015 dannet par med tv-vært Joakim Ingversen. Parret blev gift den 15. december 2017 på Københavns Rådhus og har sammen to døtre (født 2018 og 2021).

## Medvirkende
| År        | Titel                         | Rolle    |
| --------- | ----------------------------- | -------- |
| 2009-2012 | SommerSummarum                | Vært     |
| 2009      | MGP                           | Vært     |
| 2014      | MGP                           | Vært     |
| 2015      | MGP                           | Vært     |
| 2015-2016 | Sofie Linde Show              | Vært     |
| 2019      | Stormester                    | Deltager |
| 2019      | 5. Gear                       | Deltager |
| 2022-2023 | Linde på Langeland            | Vært     |
| 2016-2023 | X Factor                      | Vært     |
| 2023      | Stormester - Vindernes vinder | Deltager |
| 2023-2024 | LOL: Den der ler sidst        | Vært     |
| 2025      | Hotel Romantik                | Vært     |